# Orthotylus moncreaffi
Orthotylus moncreaffi ist eine Wanzenart aus der Familie der Weichwanzen (Miridae).

## Merkmale
Die Wanzen werden 2,6 bis 3,3 Millimeter lang. Die Arten der Gattung Orthotylus sind überwiegend grün gefärbt. Viele sind extrem ähnlich und deswegen anhand von äußeren Merkmalen nur sehr schwer zu bestimmen. Die Wirtspflanze der entsprechenden Individuen sind daher ein wichtiges Indiz. Orthotylus moncreaffi ist verhältnismäßig klein und hat einen stark oval gekrümmten Körper. Es gibt neben grünen auch rötlich gefärbte Individuen.

## Vorkommen und Lebensraum
Die Art ist an den Atlantik- und Mittelmeerküsten von Dänemark über die Iberische Halbinsel bis nach Kleinasien verbreitet. In Deutschland tritt sie nur an der Nordseeküste auf und kann dort an geeigneten Orten häufig sein. Sie fehlt im Binnenland. Besiedelt werden Strand- und Salzwiesen.

## Lebensweise
Die Wanzen leben an diversen Salzpflanzen aus der Familie der Fuchsschwanzgewächse (Amaranthaceae). Man findet sie vor allem an Queller (Salicornia), aber auch an Kali-Salzkraut (Kali turgida), Portulak-Keilmelde (Halimione portulacoides), Strand-Sode (Suaeda maritima), Gänsefüßen (Chenopodium) und Melden (Atriplex). Es ist unbekannt, ob die Art auch an Korbblütlern (Asteraceae) wie Strand-Beifuß (Artemisia maritima) oder Strand-Aster (Tripolium pannonicum) lebt. Adulte Wanzen treten von Juni bis August auf, was die Entwicklung einer Generation pro Jahr nahelegt. Im Mittelmeerraum kann man Adulte noch im Oktober antreffen, weswegen man hier auf zwei Generationen pro Jahr schließt.

## Belege